# Palaeochrysophanus sumadiensis
Palaeochrysophanus sumadiensis är en fjärilsart som beskrevs av Szabó 1956. Palaeochrysophanus sumadiensis ingår i släktet Palaeochrysophanus och familjen juvelvingar. Inga underarter finns listade i Catalogue of Life.